# (7092) Cadmo
(7092) Cadmo es un asteroide que forma parte de los asteroides Apolo, descubierto el 4 de junio de 1992 por Carolyn Shoemaker y por su esposo que también era astrónomo Eugene Shoemaker desde el Observatorio del Monte Palomar, Estados Unidos.

## Designación y nombre
Designado provisionalmente como 1992 LC. Fue nombrado Cadmo en honor a Cadmo, hijo del rey fenicio Agénor, hermano de Europa, Cílix y Fénix. Fue famoso por ir en búsqueda de su hermana Europa, a quien Zeus raptó. Cadmo venció a un dragón en Tebas con la ayuda de Atenea, sembró los dientes del dragón en la llanura, inmediatamente, una compañía de hombres armados lista para el ataque se alzó, a continuación arrojó una piedra en medio de ellos y, en la confusión resultante, todos menos cinco de los guerreros se mataron. Los sobrevivientes se convirtieron en aliados de Cadmo y le ayudaron a construir Tebas. Se casó con Harmonía, hija de Afrodita.

## Características orbitales
Cadmo está situado a una distancia media del Sol de 2,534 ua, pudiendo alejarse hasta 4,303 ua y acercarse hasta 0,7650 ua. Su excentricidad es 0,698 y la inclinación orbital 17,81 grados. Emplea 1473,68 días en completar una órbita alrededor del Sol.
Los próximos acercamientos a la órbita terrestre se producirán el 7 de diciembre de 2056, el 23 de febrero de 2061 y el 10 de mayo de 2065.

## Características físicas
La magnitud absoluta de Cadmo es 15,1.